# Nashville A-Team
Nashville A-Team ist der Name von Studiomusikern wechselnder Zusammensetzung, die in den Tonstudios von Nashville zwischen 1956 und etwa 1978 im Hintergrund von berühmten Interpreten spielten.

## Allgemeines
Bis 1946 wurden die meisten Aufnahmesessions für Country-Musik in New York oder Chicago bestritten. Erst in jenem Jahr wurde in Nashville als erstes Tonstudio das Castle Studio von drei Radiotechnikern des Senders WSM errichtet. Danach schossen die Tonstudios aus dem Boden. Zunehmend verlagerte sich der Schwerpunkt der Produktion von Country-Musik nach Nashville. Alleine die 16th Avenue South als Teil der berühmten Music Row von Nashville beheimatet heute 23 Tonstudios und Musikverlage, die zusammen mit den Musikproduzenten und den Sessionmusikern die Stadt zum Zentrum der amerikanischen Country-Musik machten. Eine Zeitlang waren die Musiker dermaßen ausgelastet, dass sie kaum zur Nachtruhe fanden. Als 1955 die Owen Bradley-Studios eröffneten, wird die Music Row zum Inbegriff für die in Nashville angesiedelte Musikindustrie.

## Anfänge
Frühestes Zusammentreffen einzelner Mitglieder der Sessioncrew waren ersichtlich die Aufnahmen vom 28. Dezember 1953 für Ray Price (Grady Martin, Rusty Gubbard, Don Helms, Bob Moore, Farris Coursey). Am 30. Mai 1955 spielten für Eddy Arnold die Musiker Hank Garland, Ernest Newton und Farris Coursey, am Tag danach Garland/Harman bei Jim Reeves. Am 15. September 1955 versammelten sich Garland, Grady Martin, Lightnin‘ Chance und Harman bei Roy Hall für das Original von There’s A Whola Lotta Shakin‘ Goin‘ On. Garland und Chance begleiteten Faron Young ab 15. Januar 1956, ab 27. April 1956 waren Garland, Chance, Chet Atkins und Buddy Harman vertreten. Marty Robbins nahm ihre Hilfe ab 13. März 1956 (El Paso, 7. April 1959) in Anspruch. Jimmy Newman verließ sich auf ihre Dienste ab März 1956.
Die einzelnen Studiomusiker waren erfahrene Instrumentalisten. Hank Garland nahm selbst als Interpret bereits seit Mai 1949 Platten in Nashville auf. Bob Moore nahm schon am 14. Oktober 1949 als 17-Jähriger an Aufnahmesessions für den Countrysänger Little Jimmy Dickens teil. Grady Martin schließlich spielte bereits Gitarre beim Millionenseller Chattanoogie Shoe Shine Boy von Red Foley, aufgenommen am 7. November 1949.

## Das A-Team und der Nashville Sound
Der Nashville Sound begann nach überwiegender Meinung am 7. November 1956, als Ferlin Husky seinen Country-Hit Gone aufnahm. Der Song weist alle Charakteristiken des Nashville Sound auf, nämlich ohne Geigen und keine Steelguitars, aber mit einem Hintergrundchor. Allerdings gehörten auch jene Songs zum Nashville Sound, bei denen Geigen und Steel Guitar zu hören waren. In Huskys Aufnahmesession am 2. Dezember 1957 waren Hank Garland (Gitarre), Floyd „Lightnin‘“ Chance (Bass) und Buddy Harman (Schlagzeug) vertreten. Den erkennbaren Sound lieferten nicht nur die Tonstudios und deren Aufnahmetechnik, Musikproduzenten und Interpreten, sondern auch die professionell arbeitenden Sessionmusiker in beinahe unveränderter Zusammensetzung.
Brenda Lee griff auf die Dienste des A-Teams bereits bei ihrer ersten Aufnahmesession am 30. Juli 1956 zurück (Jambalaya; am 12. April 1957 für Dynamite). Bobby Helms heuerte Garland, Grady Martin, Ray Edenton, Bob Moore, Buddy Harman und Owen Bradley am 25. April 1956 an. Bei seinem ersten Nummer-eins-Hit Fraulein (15. November 1956) waren diese Sessionmusiker ebenfalls anwesend. Das Country-Duo Rusty & Doug (Kershaw) griff auf Atkins, Garland und Cramer erstmals am 8. November 1956 zurück. Bei Bobby Darins LP-Session am 6. Mai 1957 waren Garland, Moore und Ferris Coursey (Schlagzeug) zugegen, obwohl Darin eher der Popmusik zuzuordnen ist. Ab 12. Juli 1957 waren sie bei Carl Smith vertreten, bei Little Jimmy Dickens ab 4. März 1957. Oh Lonesome Me / I Can’t Stop Loving You von Don Gibson am 3. Dezember 1957 war ein klassisches Beispiel für den Nashville Sound. Die Browns wurden von Mitgliedern des A-Teams am 1. Juni 1959 bei ihrem Welthit Three Bells begleitet. Ab 18. September 1959 spielten Mitglieder des A-Teams abwechselnd bei den Hits von Roy Orbison. Sie begleiteten ebenso Bill Anderson, Carl Dobkins Jr. (My Heart is an Open Book, 7. November 1958), Ronnie Self (ab 16. Februar 1957), Roger Miller (ab 13. Dezember 1958, King of the Road vom 3. November 1964) oder Johnny Horton (Sink the Bismarck, 7. Januar 1960).
An Country-Legende Don Gibson kann gemessen werden, wie konsistent Mitglieder des A-Teams an den Aufnahmesessions teilgenommen hatten. Alleine Grady Martin nahm bei Don Gibson an mindestens 64 Sessions teil, durchgehend vom 30. April 1958 bis 15. November 1977. Buddy Harman war sogar an wenigstens 79 Sessions bis 24. November 1980 beteiligt. Bassist Bob Moore brachte es auf immerhin 22 Sessions bis 27. März 1973. Zunehmend kam in der losen Verbindung des A-Teams Dynamik auf, als bisherige Mitglieder durch neue Instrumentalisten – meist altersbedingt – ersetzt wurden. Bobby Dyson etwa übernahm die Rolle des Bassisten für Bob Moore bis 25. Juli 1978. Diese personellen Veränderungen verursachten auch allmählich eine Änderung des Nashville Sounds.

## Statistik und Mitglieder
Der Kern des A-Teams setzte sich über die Jahre aus folgenden Instrumentalisten zusammen:
- Gitarre: Grady Martin, Hank Garland, Jerry Kennedy, Ray Edenton (auch Mandoline, Ukelele und Banjo), Harold Bradley, Paul Yandell, Pete Wade, Norman Blake, Jimmy Capps, Fred Carter Jr., Jimmy Colvard;
- Mandoline: Jethro Burns;
- Bassgitarre: Bob Moore, Joe Osborn, Ernie Newton, Henry Strzelecki, Junior Huskey, Floyd “Lightnin’” Chance;
- Schlagzeug: Buddy Harman, Jerry Carrigan, Ferris Coursey, Larrie Londin;
- Keyboards: Floyd Cramer, Owen Bradley, Hargus „Pig“ Robbins;
- Fiddle: Tommy Jackson, Johnny Gimble, Buddy Spicher, Dale Potter, Vassar Clements, Brenton Banks;
- Steel Guitar: Pete Drake, Jerry Byrd, Buddy Emmons, Ralph Mooney, Lloyd Green, Buck West, Shot Jackson, Jerry Kennedy, Maurice Anderson;
- Saxophon: Boots Randolph;
- Harmonika: Charlie McCoy;
- Harfe: Mary Alice Hoepfinger;
- Violine: Howard Carenter, Lilian Van Hunt und Brenton Banks;
- Trompete: Carl Garvin (Trompete/Klarinette), Danny Davis und William McElhiney;
- Hintergrund-Chor: The Jordanaires, The Anita Kerr Singers, The Hardin Trio

Alleine Schlagzeuger Buddy Harman war auf rund 17.000 Aufnahmesessions anwesend. Er ist zu hören bei den Evergreens Only the Lonely (Know the Way I Feel) und Oh, Pretty Woman (Roy Orbison),Cathy’s Clown (The Everly Brothers) oder King of the Road (Roger Miller). Insgesamt bestand der Kern aus knapp 50 Personen (ohne Hintergrundchöre).

## Ende des A-Teams
Anfang der siebziger Jahre brachten „outlaws“ wie Waylon Jennings oder Willie Nelson die Country-Musik wieder mehr zu ihren ursprünglichen Wurzeln zurück, vertrauten seltener auf die angestellten Produzenten und griffen zunehmend auf eigene Studiomusiker zurück, zumal durch den beinahe unverändert bleibenden Personenkreis die Aufnahmen über die Jahre an Individualität und Dynamik verloren hatten. Dadurch büßte der Nashville Sound zwar seine musikalische Dominanz ein, blieb der Musikwelt jedoch fragmentarisch erhalten. Das Zeitalter des führenden Nashville Sounds war etwa ab 1980 zu Ende, zumal die Instrumentalisten von einst in die Jahre gekommen oder bereits verstorben waren (Grady Martin † 2001, Hank Garland † 2004, Buddy Harman † 2008). Einige musikalische Ansätze blieben jedoch bis heute erhalten.